# 매송중학교
매송중학교(梅松中學校)는 대한민국 경기도 성남시 분당구 이매동에 있는 공립 중학교이다.

## 학교 연혁
- 1994년 2월 28일 : 매송중학교 설립인가(32학급)
- 1994년 3월 1일 : 초대 김영하 교장 취임
- 1994년 3월 3일 : 매송중학교 개교(10학급 510명)
- 1994년 12월 9일 : 야구부 창단
- 1995년 2월 15일 : 제1회 졸업식(4학급 193명)
- 2003년 12월 13일 : 급식실 및 야구부휴게실 준공
- 2008년 2월 12일 : 도서실 리모델링 완공 및 개관식
- 2009년 2월 1일 : 과학실, 영어교실, 교무실, 관리실 현대화시설 개관식
- 2010년 7월 31일 : 특별실(가사실, 미술실, 음악실) 리모델링
- 2011년 2월 8일 : 야구부 합숙소 증축
- 2012년 2월 9일 : 제18회 졸업(8학급 290명) 졸업생 총원 7,681명
- 2012년 12월 31일 : 교과교실(국어, 사회) 구축관련 리모델링
- 2022년 3월 1일 : 제11대 김신영 교장 취임
- 2024년 1월 5일 : 2023학년도 졸업식(5학급 143명)
- 2024년 3월 4일 : 2024학년도 입학식(5학급 162명)

## 참고 자료
- 매송중학교 - 한국교육학술정보원 학교알리미